# Ligament inter-carpien interosseux
Les ligaments inter-carpiens interosseux sont de courtes bandes fibreuses qui relient les surfaces adjacentes des différents os du carpe qui sont :
- le ligament interosseux scapho-lunaire,
- le ligament interosseux luno-triquétral,
- le ligament interosseux trapézo-trapézoïdien,
- le ligament interosseux trapézoïdo-capital,
- le ligament interosseux capito-hamatal.